# Italo Garinei
Italo Garinei (Pisa, 18 dicembre 1886 – Treviso, 6 novembre 1970) è stato un anarchico, sindacalista e pubblicista italiano.

## Biografia
Nato in una famiglia di tradizioni anarchiche (il padre aveva militato nella Prima Internazionale) aderisce inizialmente all'organizzazione giovanile del Partito Socialista Italiano su posizioni antiparlamentariste e vicine al Socialismo rivoluzionario, collabora con diverse testate socialiste, in particolare con La Gioventù socialista, pubblicando anche testi di divulgazione del Marxismo, svolge attività antimilitarista ed una intensa attività organizzativa nell'ambito della Federazione giovanile socialista, prima in Toscana e poi in Piemonte. Nel frattempo si è laureato in ingegneria civile. Nel 1916 viene inviato al fronte col grado di tenente.

Al termine del conflitto diventa anarchico evidenziandosi in breve come uno degli esponenti di maggior rilievo nel movimento torinese.

A Torino è tra i principali promotori del movimento dei consigli di fabbrica, insieme agli anarchici Pietro Ferrero (segretario della FIOM), Maurizio Garino e al gruppo dell'Ordine Nuovo di Antonio Gramsci. Con la sua opera favorisce la diffusione delle teorie consiliariste anche nell'Unione sindacale italiana.

Trasferitosi a Treviso viene arrestato dalla polizia il 24 ottobre 1920. Negli anni della dittatura fascista è tenuto sotto stretto controllo e più volte indagato.

Nel 1944 inizia la pubblicazione clandestina del periodico Era nuova (largamente diffuso tra le file partigiane) insieme a Dante Armanetti e Fioravante Meniconi. Nel dopoguerra partecipa al congresso di Carrara ed è tra i fondatori della Federazione anarchica italiana.

Dal 1951 pubblica, prima con Dante Armanetti e poi dal 1958 da solo, il periodico Seme anarchico. Al congresso della FAI del 1965 partecipa alla scissione che porta alla nascita dei Gruppi di iniziativa anarchica, organismo in cui militerà fino alla morte.